# 3扉車 (バス)

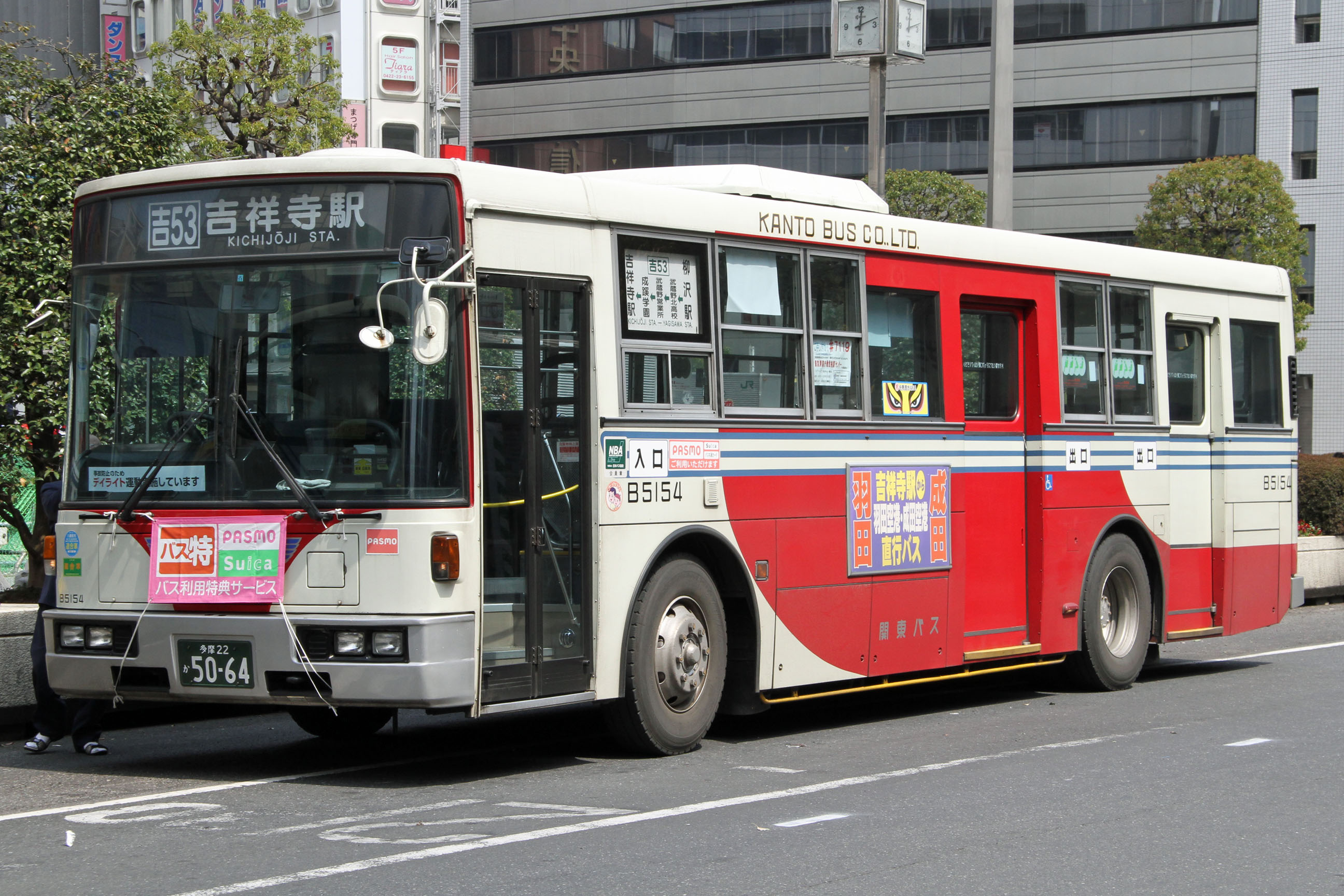
3扉車の例（関東バス）

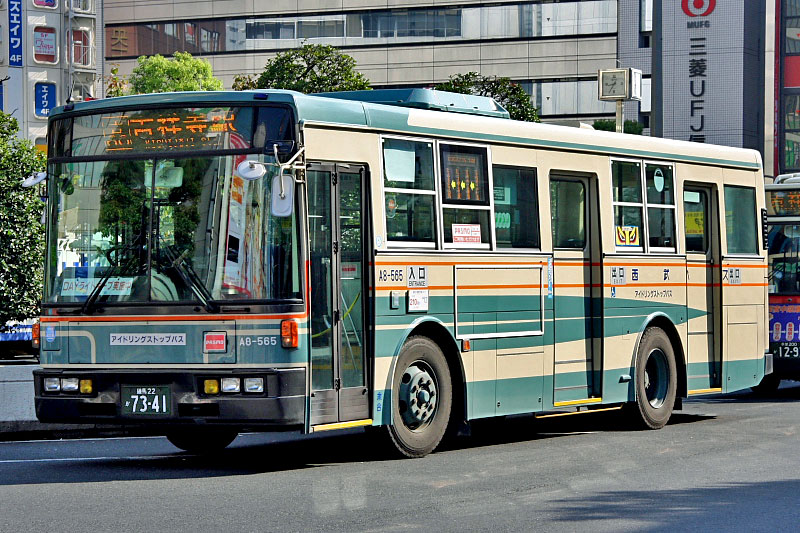
3扉車の例（西武バス）

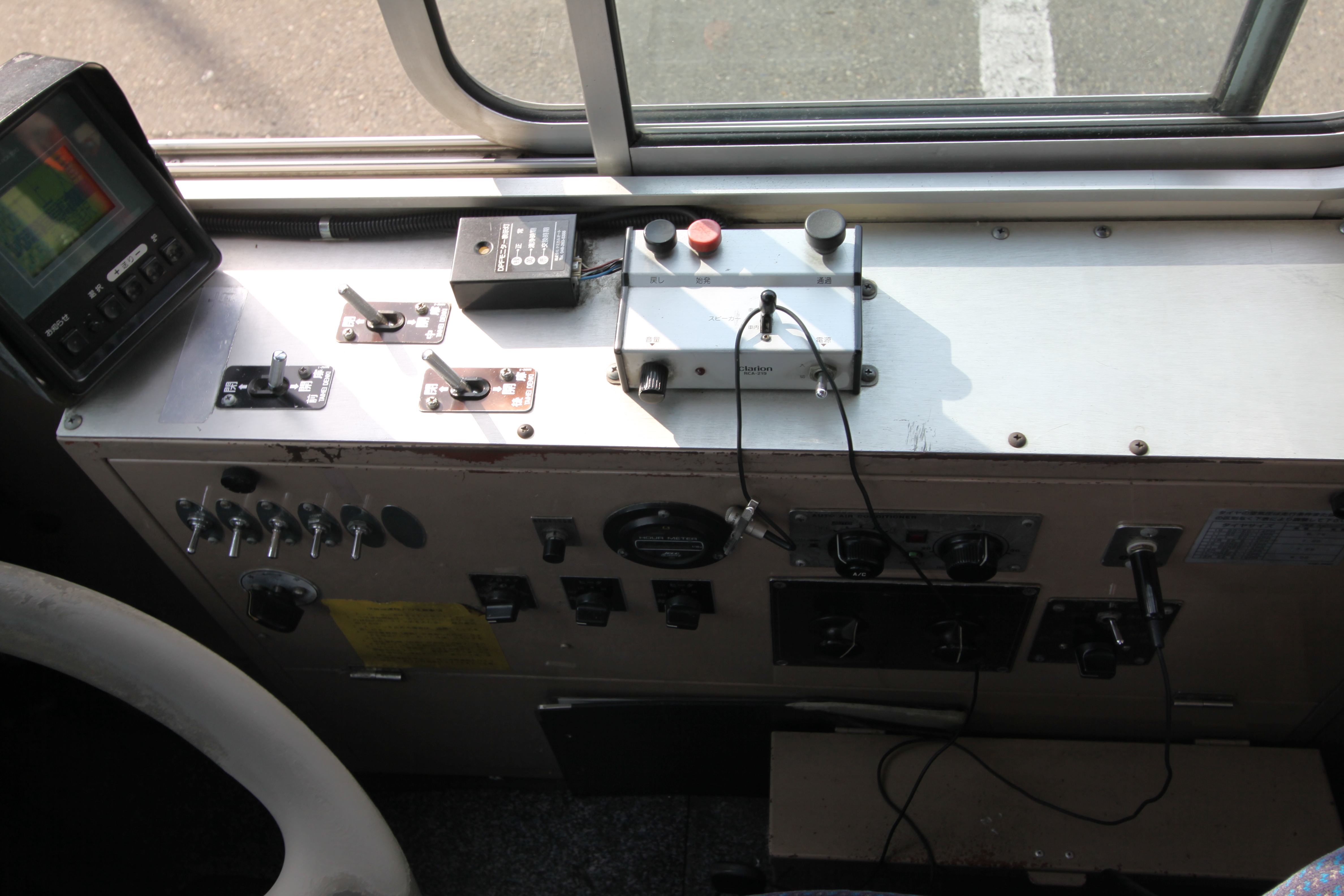
3扉車の操作スイッチ（関東バス）

3扉車（3とびらしゃ）は、前・中・後の3箇所に扉を設けた路線バス車両である。日本においては主にラッシュ時の降車時間の短縮を目的として製作された。

## 日本での導入
導入当初の3扉車は、当時主流だったツーステップバスであり、床面の構造上、3箇所に扉を設置することが可能であったため、ラッシュ時に終点の鉄道駅などで扉を2箇所開け、乗客を一気に降ろして降車時間を短縮するため、主に人口が多くバスの混雑が激しかった都市部の事業者で導入された。
3扉車の扉の運用は、各事業者によってまちまちであった。例えば東京23区内では前乗り運賃先払いが主流であるため、前扉を入口、中扉と後扉を出口として使用するが、3扉車を多数導入した関東バスでは、途中停留所では後扉のみ開けていた。しかし一方で、同様に3扉車を導入し、関東バスとも重なる地域で運行していた西武バスや京王帝都電鉄（現：京王電鉄バス）では逆に、途中停留所では中扉のみ開けていた。
その後に中扉ワイドドアのバスが登場し、前・中の2扉でも中扉を両開き4枚折戸にすることで乗降時間の短縮が可能となり、経済性からそちらへ移行する事業者が増加した。
1990年代の国産低床バス黎明期には、3扉仕様のワンステップバス・ノンステップバスが登場しており、ワンステップバスは東京都交通局が、ノンステップバスは名古屋市交通局や成田空港交通などが導入した。しかしノンステップバスでは足回りの部品が特殊な構造になるため車両単価の高騰につながること、座席数が2扉車に比べて減少することから受注が少なかった。その後は交通バリアフリー法が施行されバリアフリー対応が義務付けられたことによりバス車両の低床化が進み、現在では連節バスを除いて3扉車の路線バスは製造されていない。
3扉車を導入した都市部のバス事業者からの中古移籍車として、地方のバス事業者が使用している例がある。移籍車の場合は3扉車として使われているとは限らず、東京から北海道などの寒冷地へ渡った車両は、乗降口を1つ閉鎖し追加の暖房装置を設置して使用していることもある。

### 導入した事業者
以下の事業者で導入された。特に関東バスは、1964年度から1995年度まで30年間の長きにわたり導入を続けたことで知られる。
また一部事業者では、前中扉と前後扉の車両を用いる地域間で車両を共有するため、3扉車を導入した事例もある。
- 関東バス
- 東急バス
- 京王電鉄バス
- 東京都交通局
- 京成バス
- 東京ベイシティ交通
- 東武バス
- 西武バス
- 成田空港交通（ターミナル循環バス）
- 東京空港交通（主に空港構内用）
- 名古屋市交通局
- 奈良交通
- 南海バス
- 神戸市交通局
- 広電バス
- 北九州市交通局

### 3扉車が移籍した事業者
- 北海道拓殖バス（後扉閉鎖扱い）
- 道南バス
- 日立電鉄交通サービス（後扉閉鎖扱い、廃車済み）
- 東京空港交通
- 近江鉄道
- プリンセスライン（元神戸市交通局、廃車済み）
- 下津井電鉄（後扉閉鎖）
- JR九州バス（後扉閉鎖）
- 那覇バス（元名古屋市営バス、京成バス）
- 茨城交通（後扉閉め切り扱い)
- 熊本市交通局（熊本競輪送迎バス専用以外は後扉閉鎖）→ 熊本都市バス（後扉閉鎖のみ移籍）
- 鹿児島交通

### 車両ギャラリー

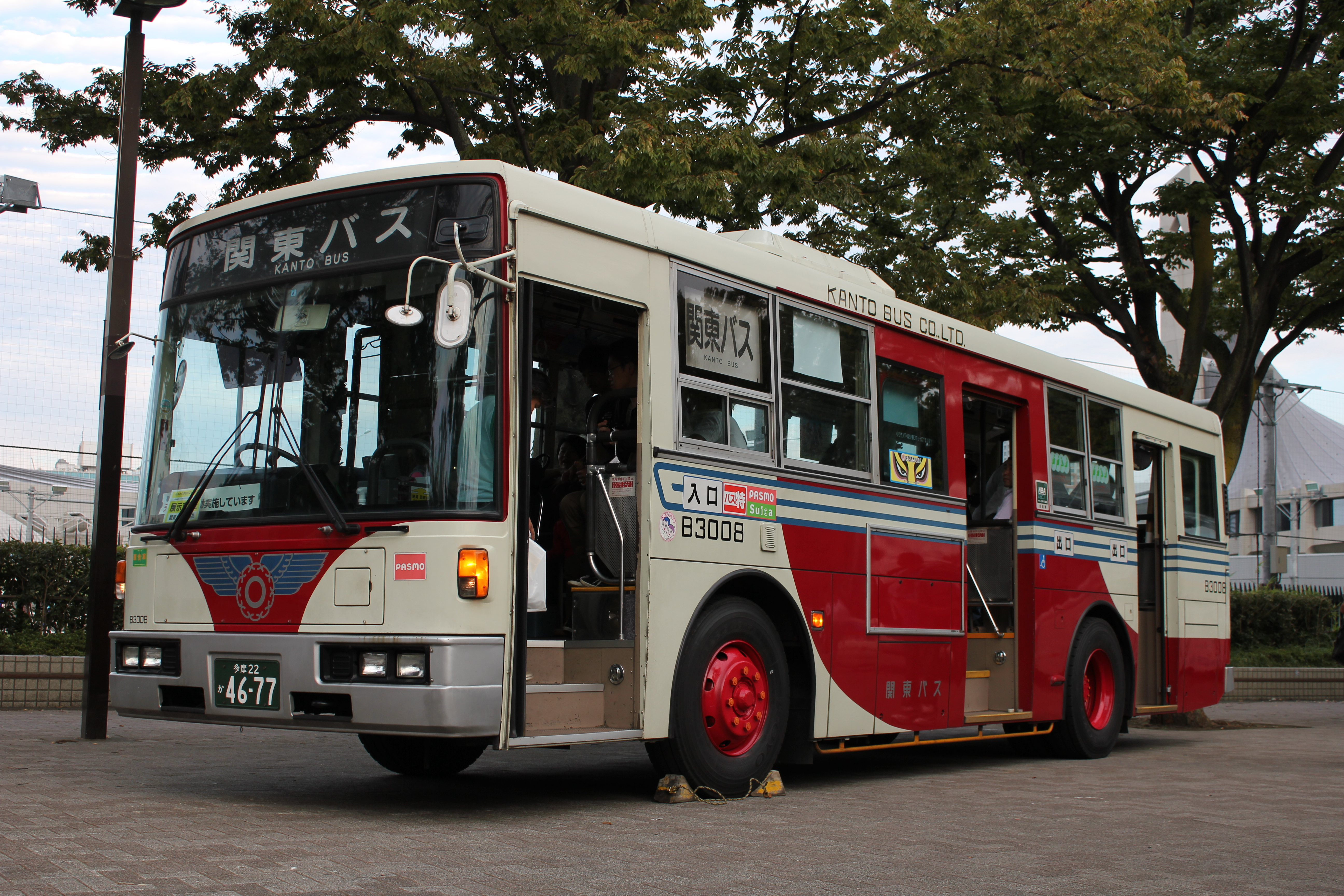
関東バス 動態保存されている3扉車
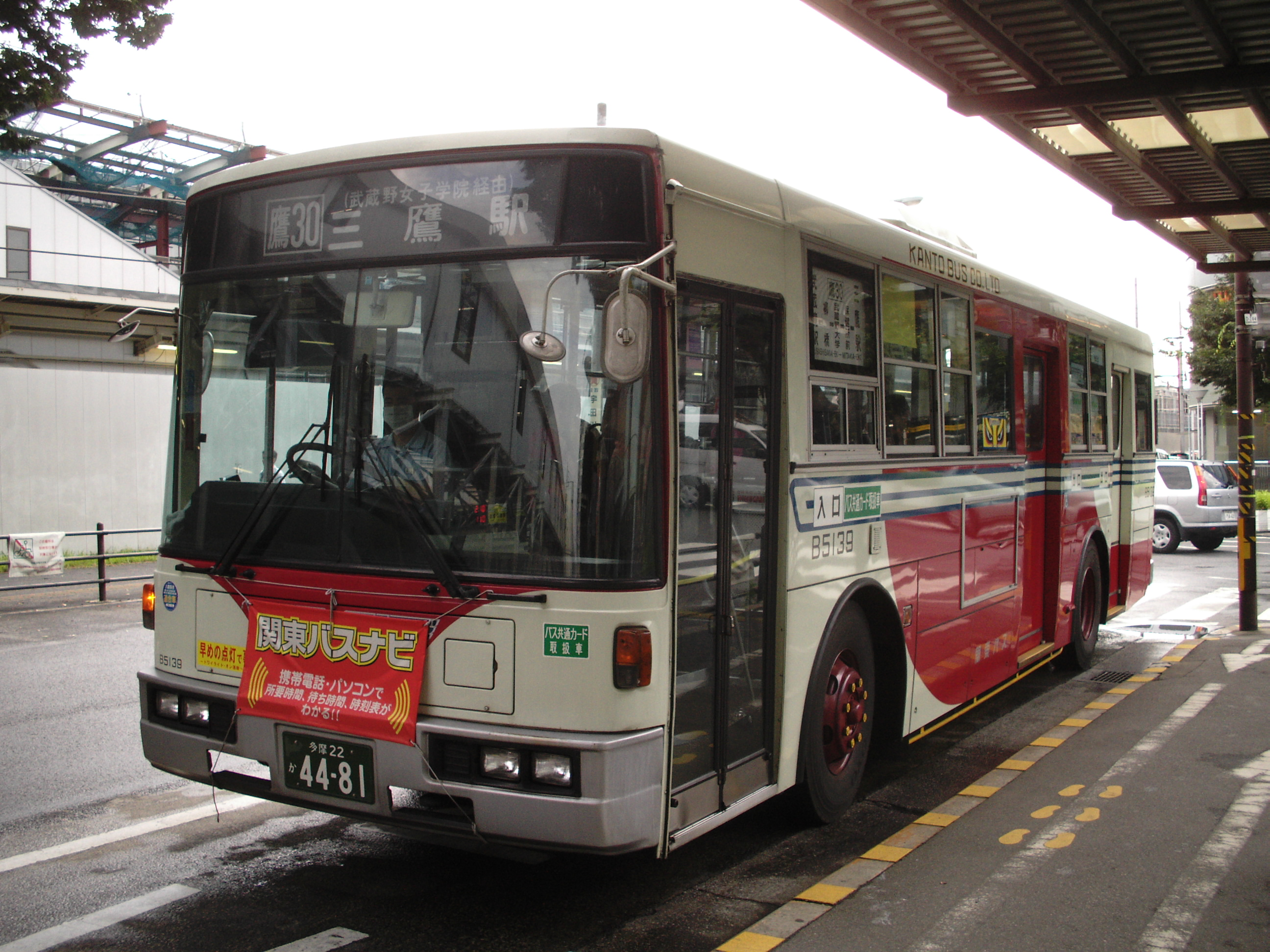
関東バス 武蔵境駅に停車中の3扉車
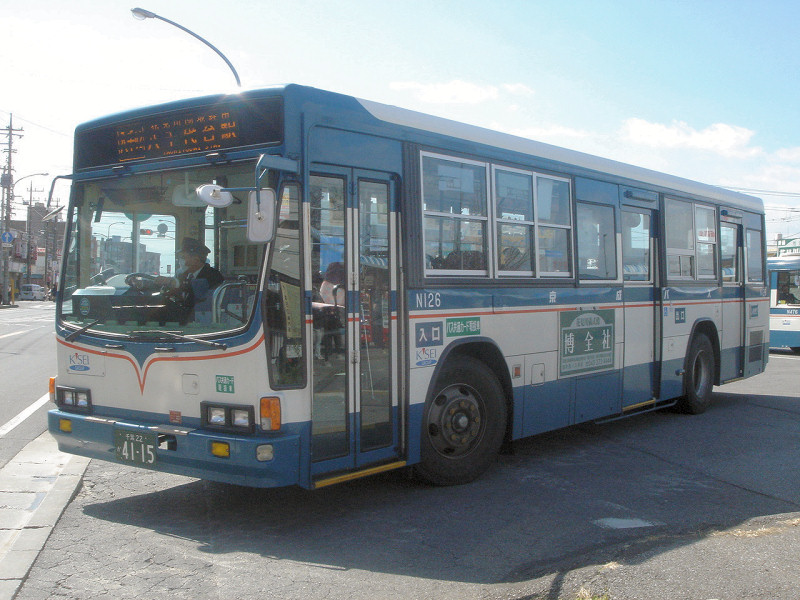
京成バス
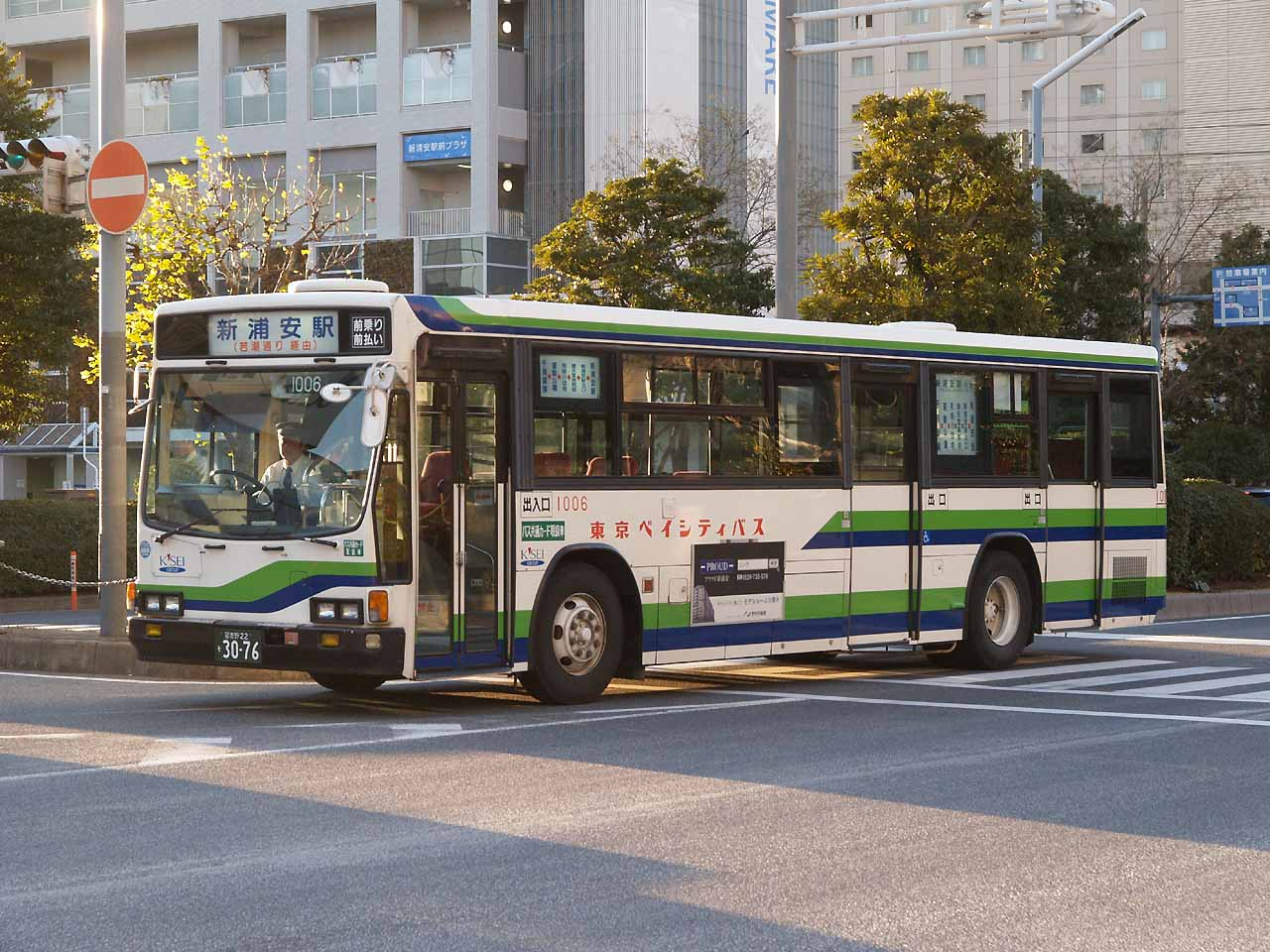
東京ベイシティ交通
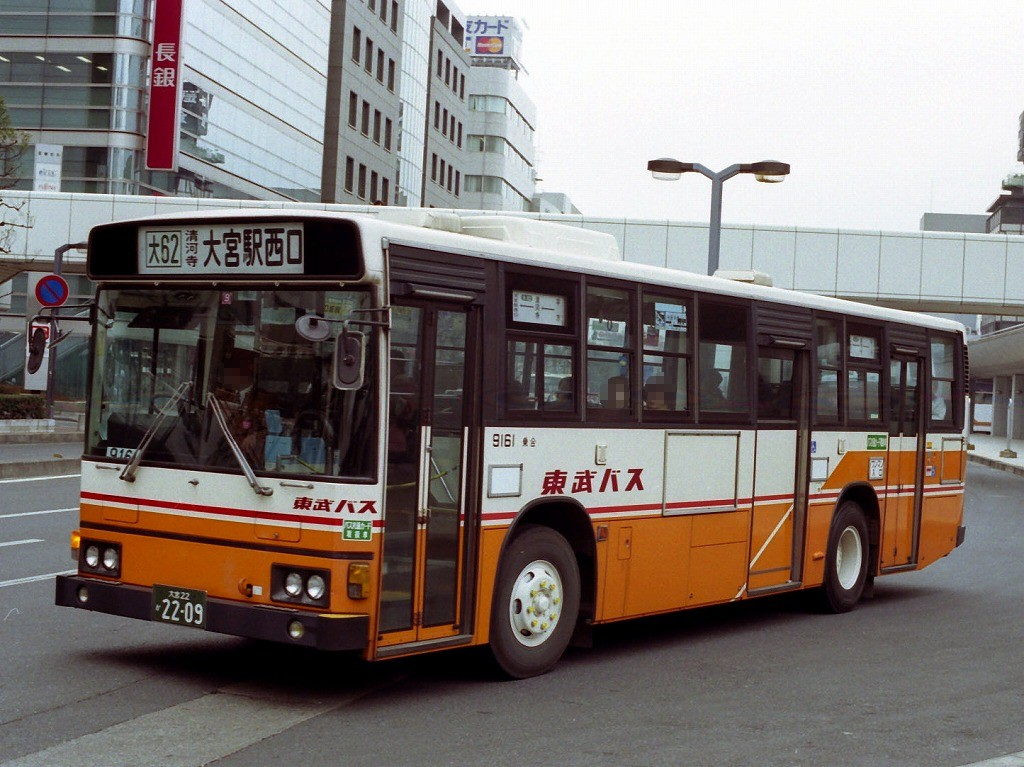
東武バス 後扉が折戸となっているのが特徴
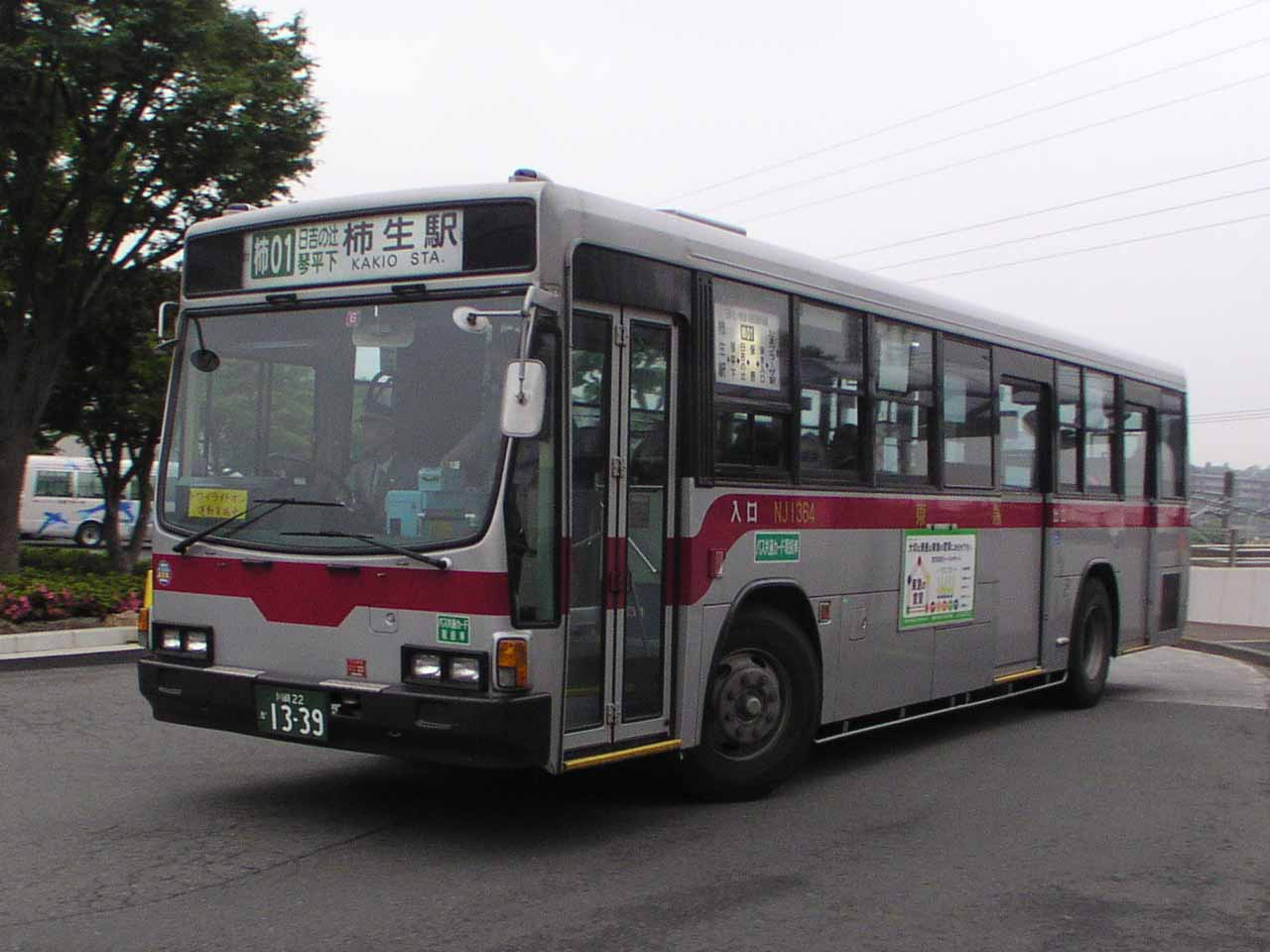
東急バス
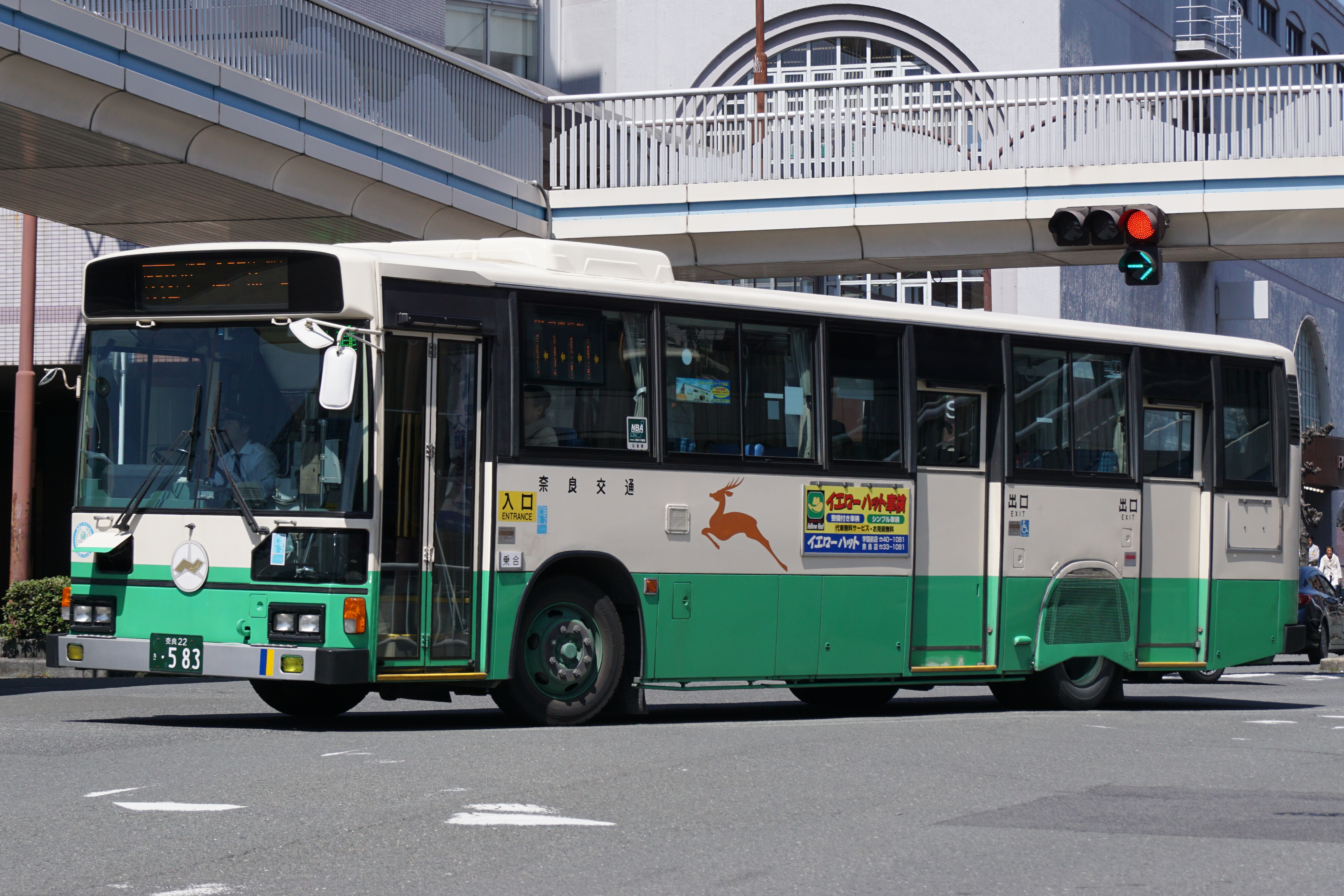
奈良交通
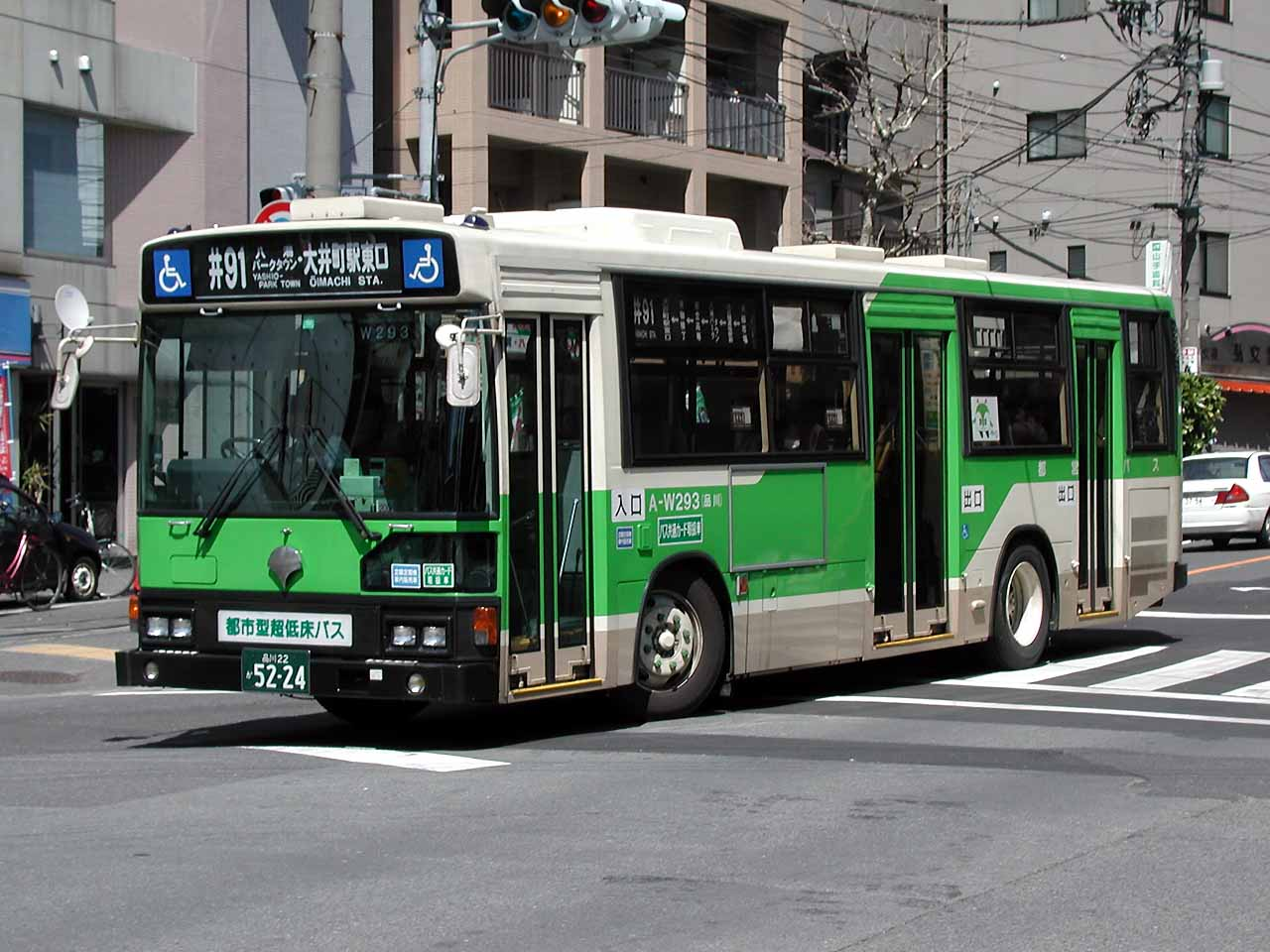
都営バス 3扉ワンステップバス
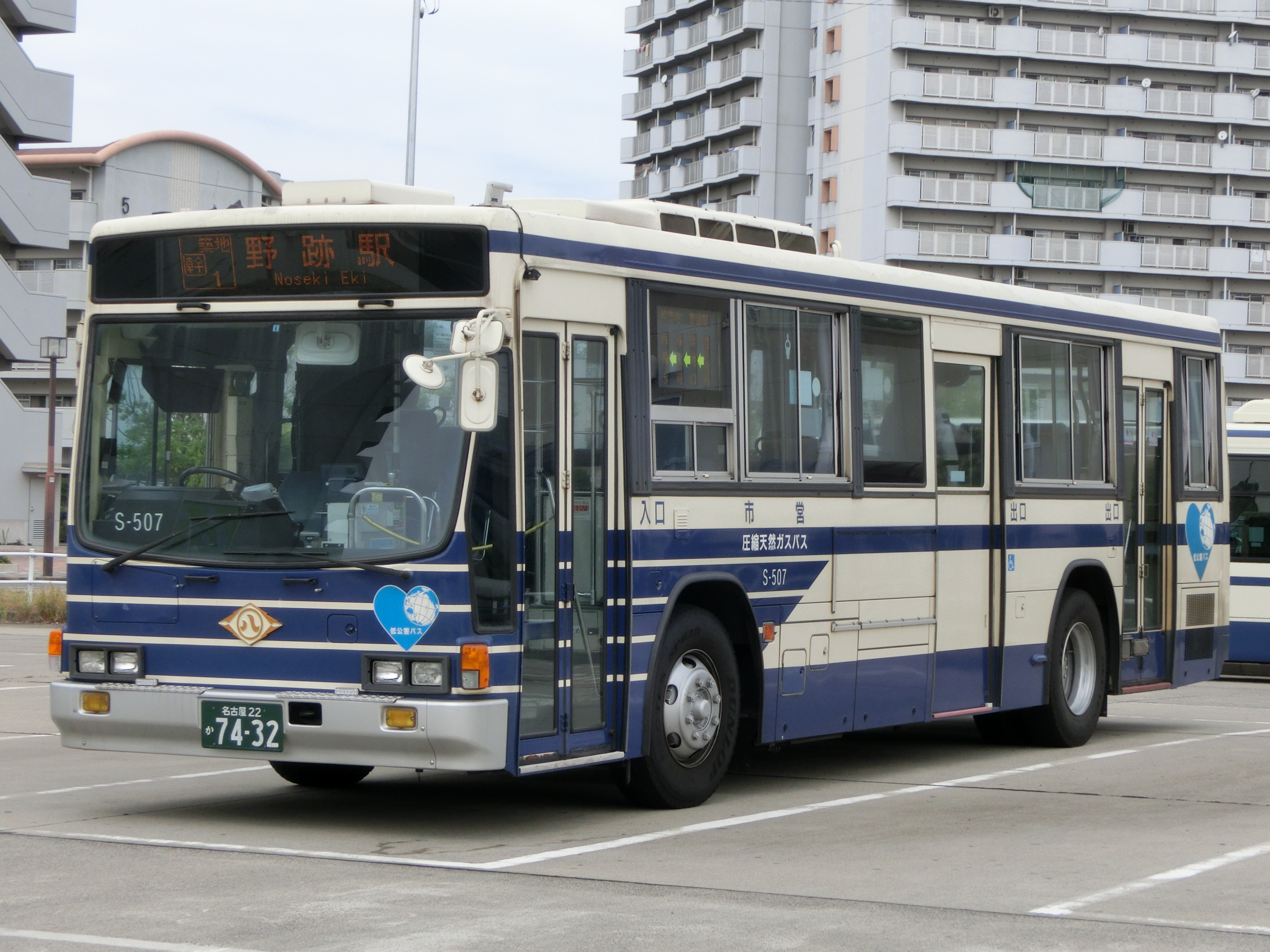
名古屋市交通局 3扉CNG車
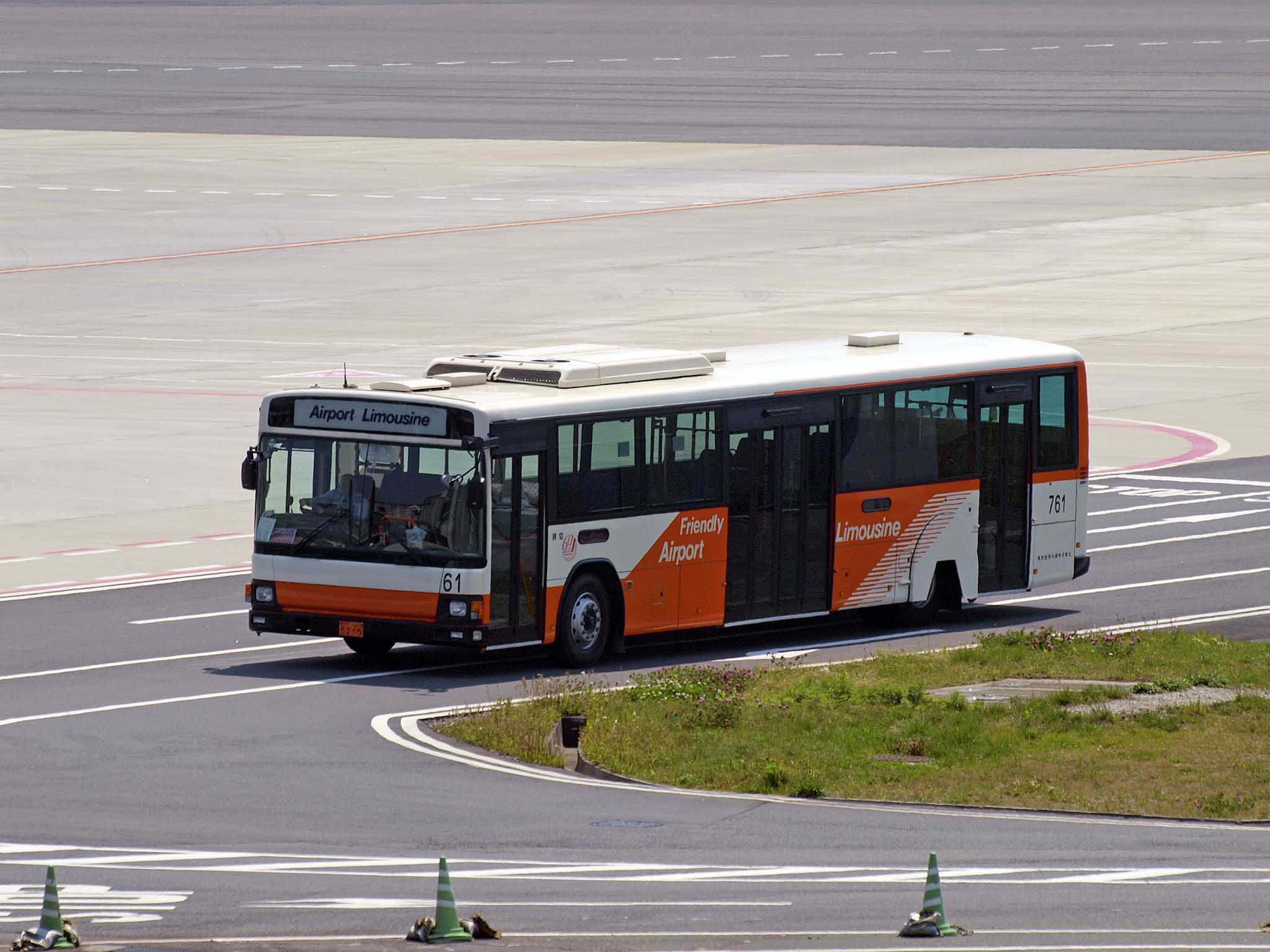
東京空港交通 羽田空港内専用ランプバス
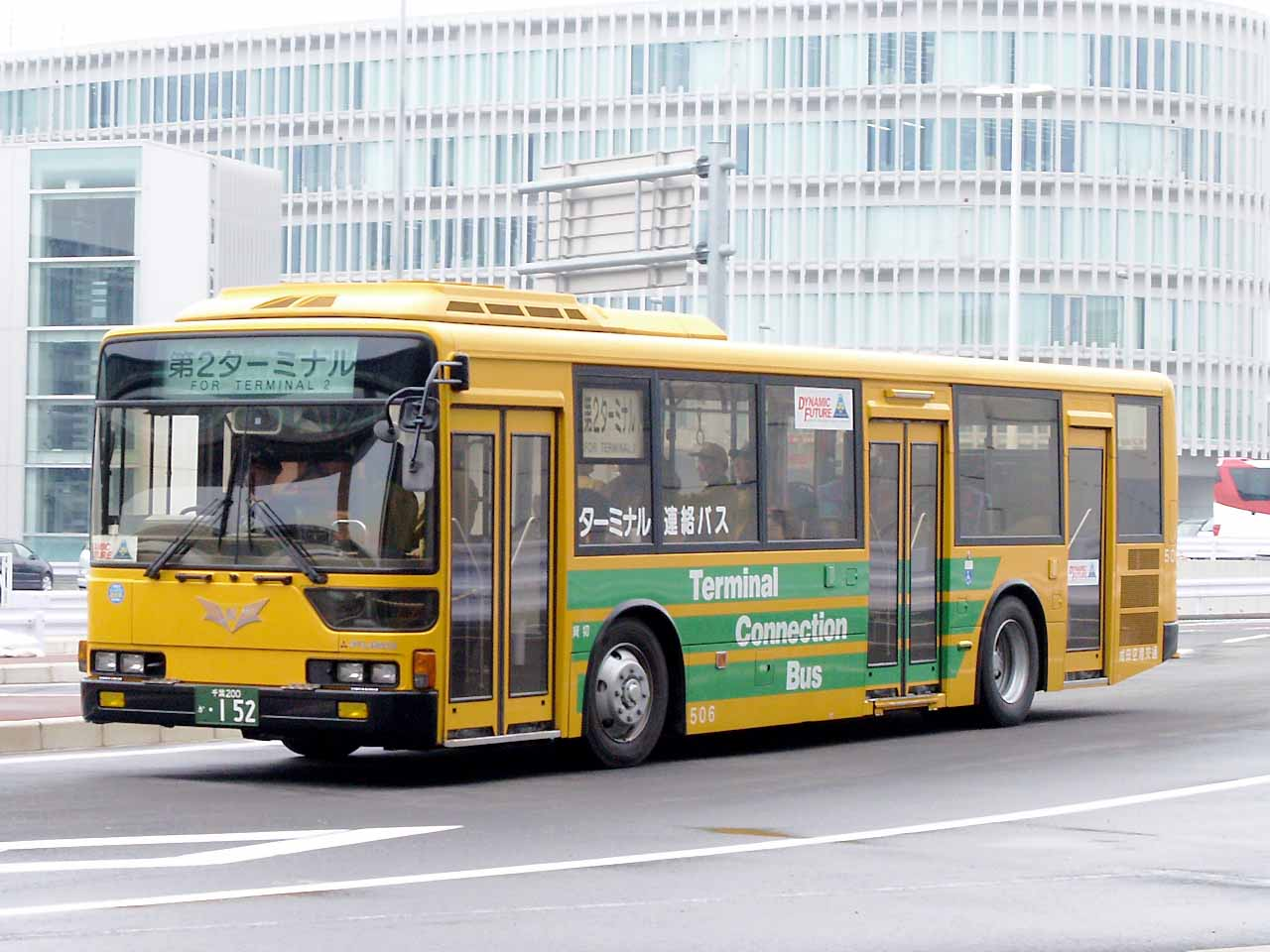
成田空港交通 ターミナル連絡バスとして使用されていた3扉ノンステップバス
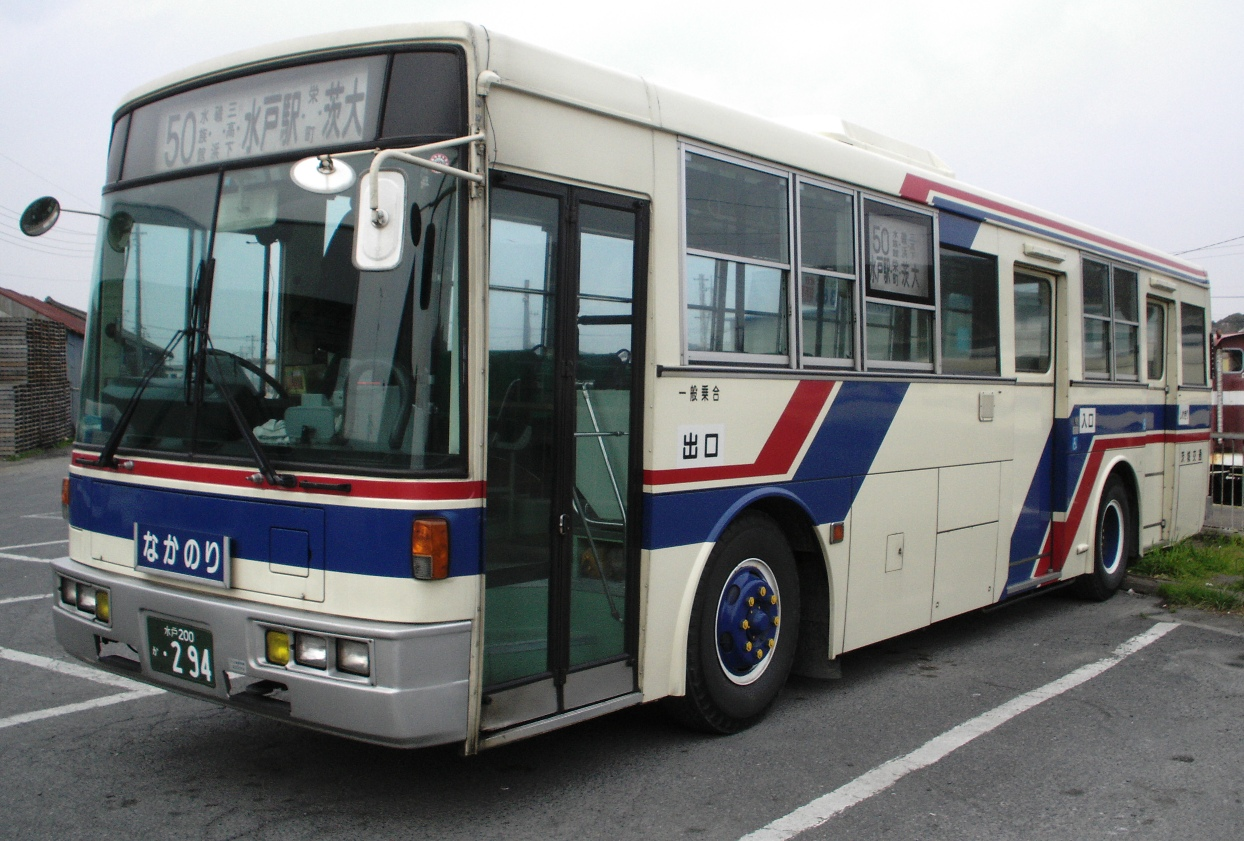
茨城交通 西武バスからの移籍車
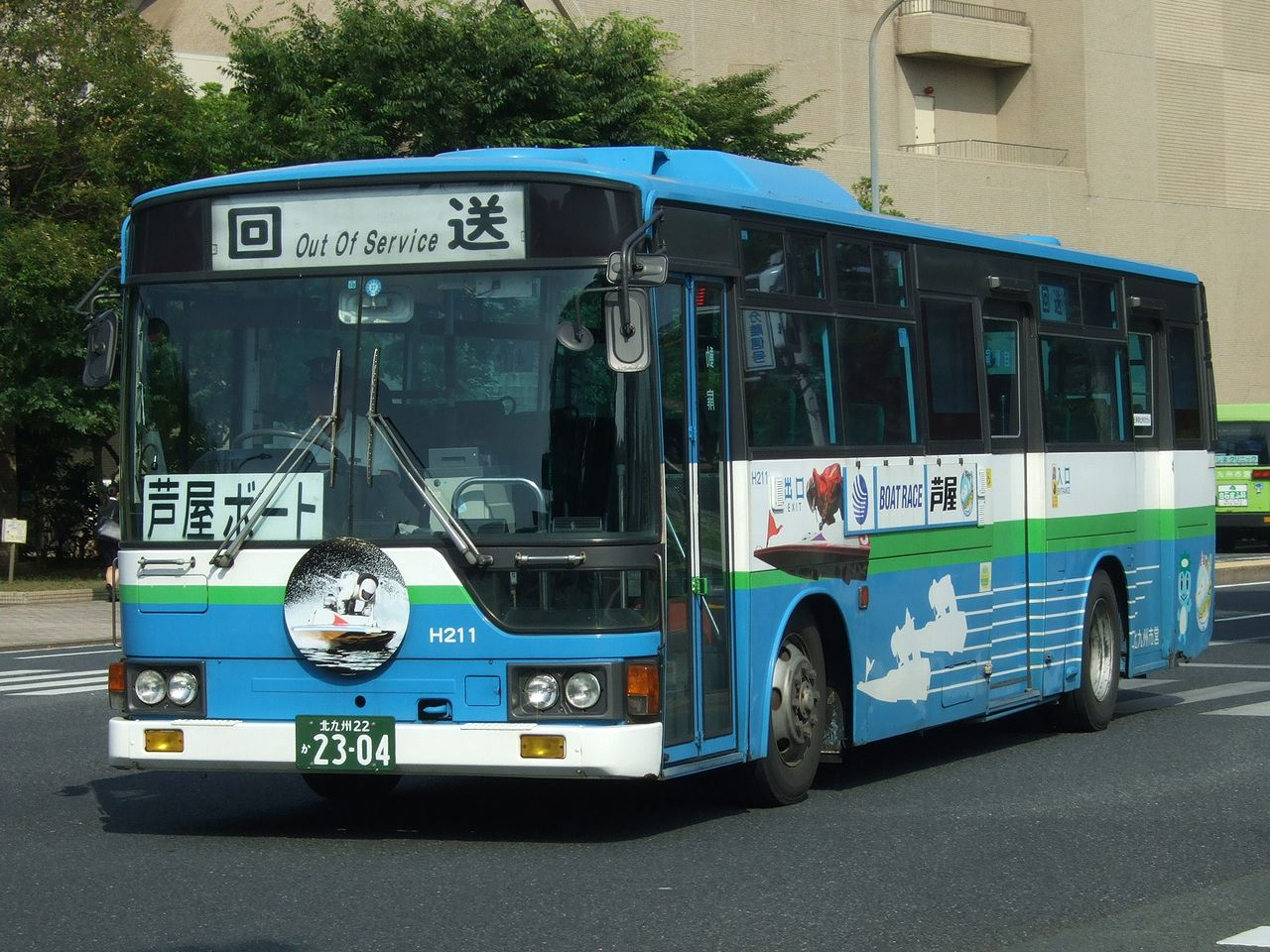
北九州市交通局 競艇場送迎輸送専用、後扉は閉鎖
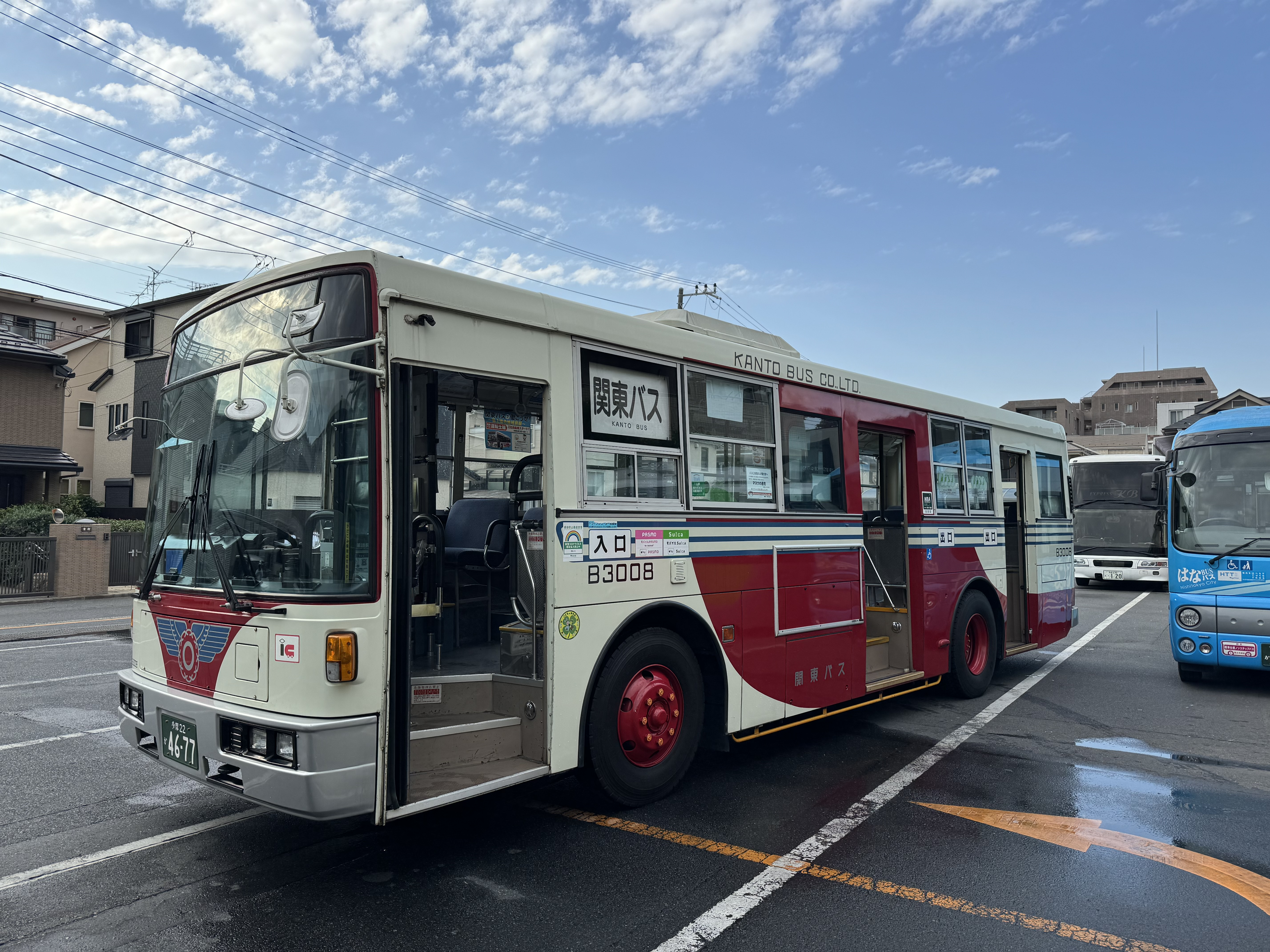
動態保存されている関東バスB3008号車

## 世界での導入事例

### 中国
北京のバス路線（北京公共交通集団）では2扉車と3扉車の2種類が運行されており、3扉車を利用する場合は中扉から乗車し、前扉または後扉から降車する。

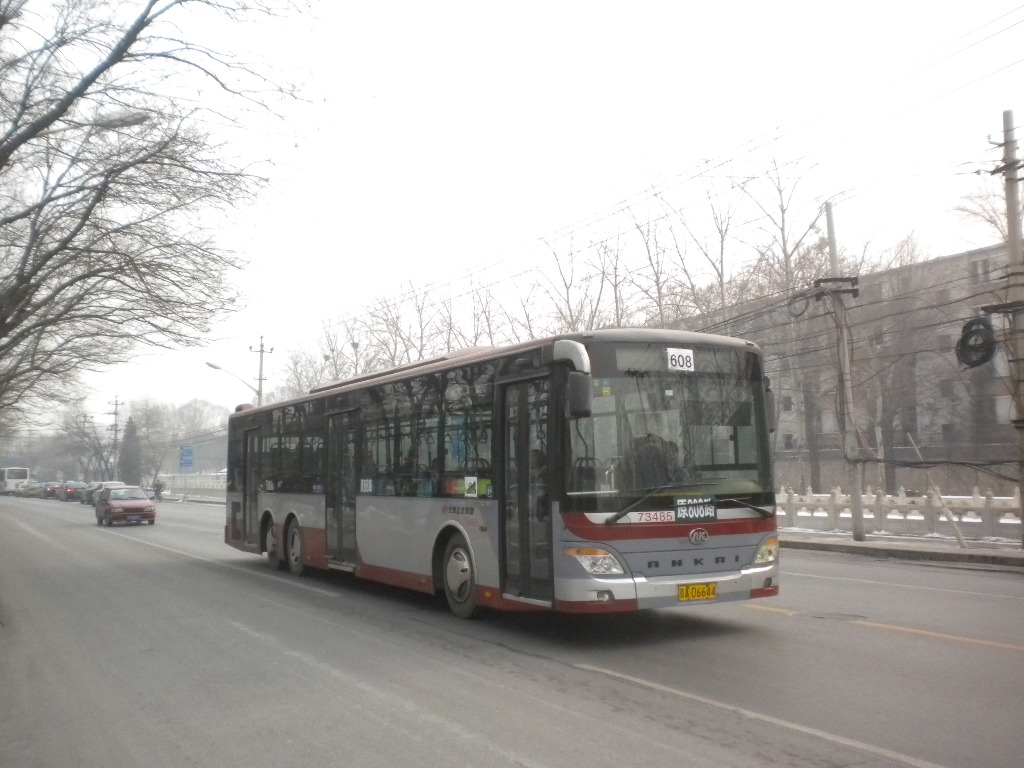
北京の3扉3軸バス

### シンガポール
シンガポールのバス路線では従来の2扉車に加えて、新型コロナウイルス感染症対策として、2021年1月より新たに3扉車が導入された。

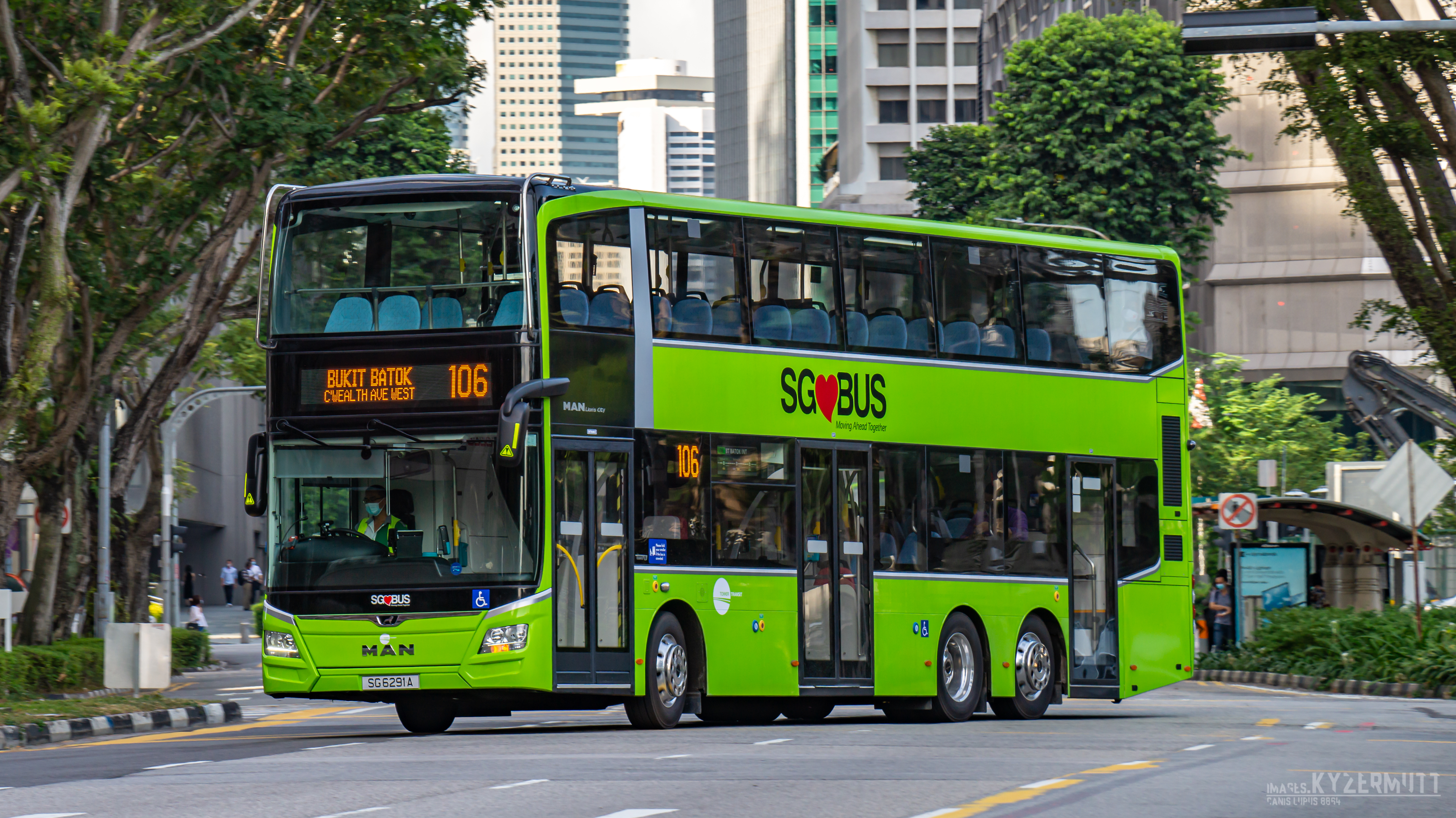
シンガポールの2階建て3扉バス

### ヨーロッパ諸国
フランスやドイツなどヨーロッパ諸国では、2扉車と3扉車の2種類が運行されている。

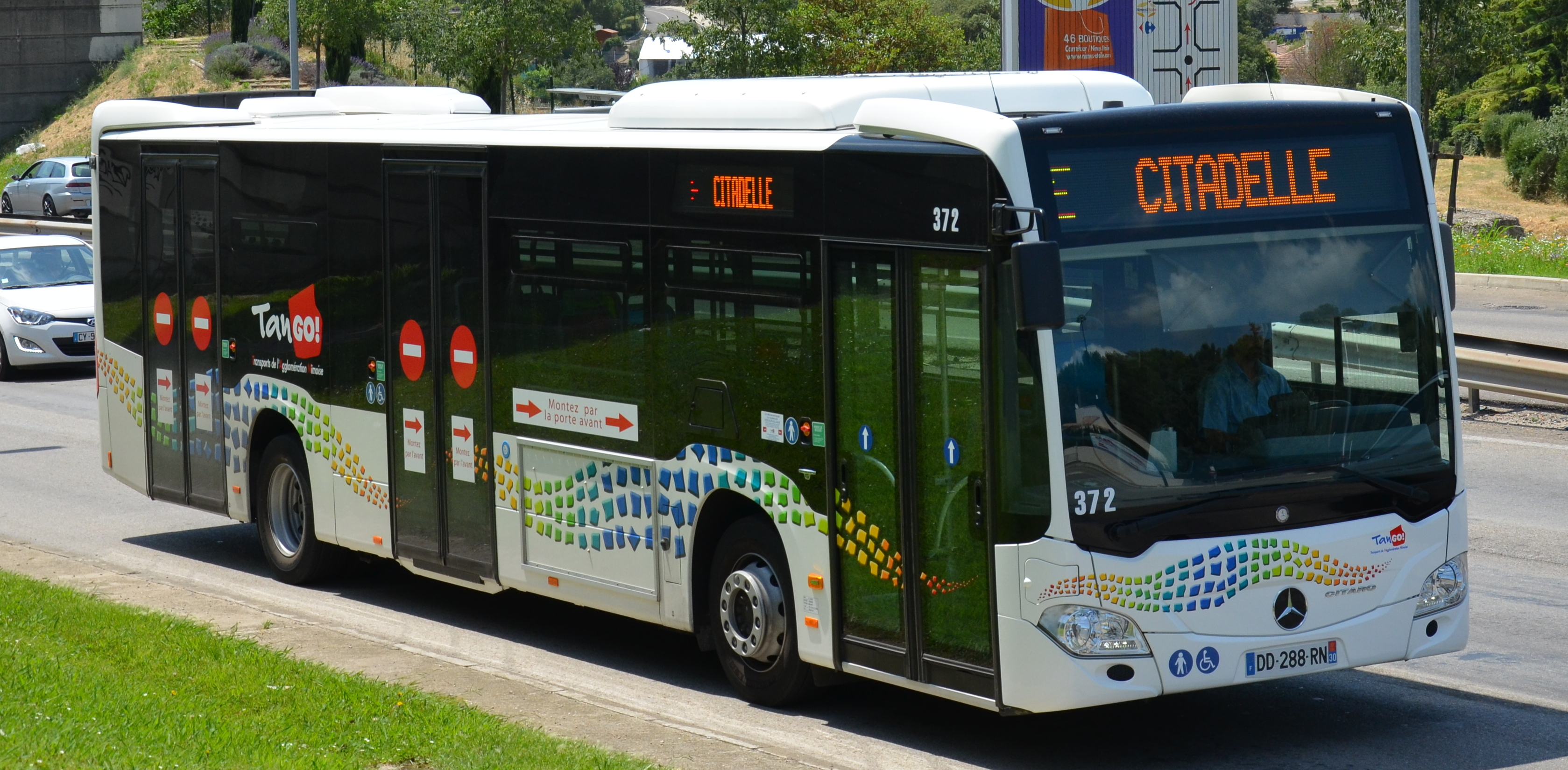
フランスの3扉バス（メルセデス・ベンツ・シターロ）
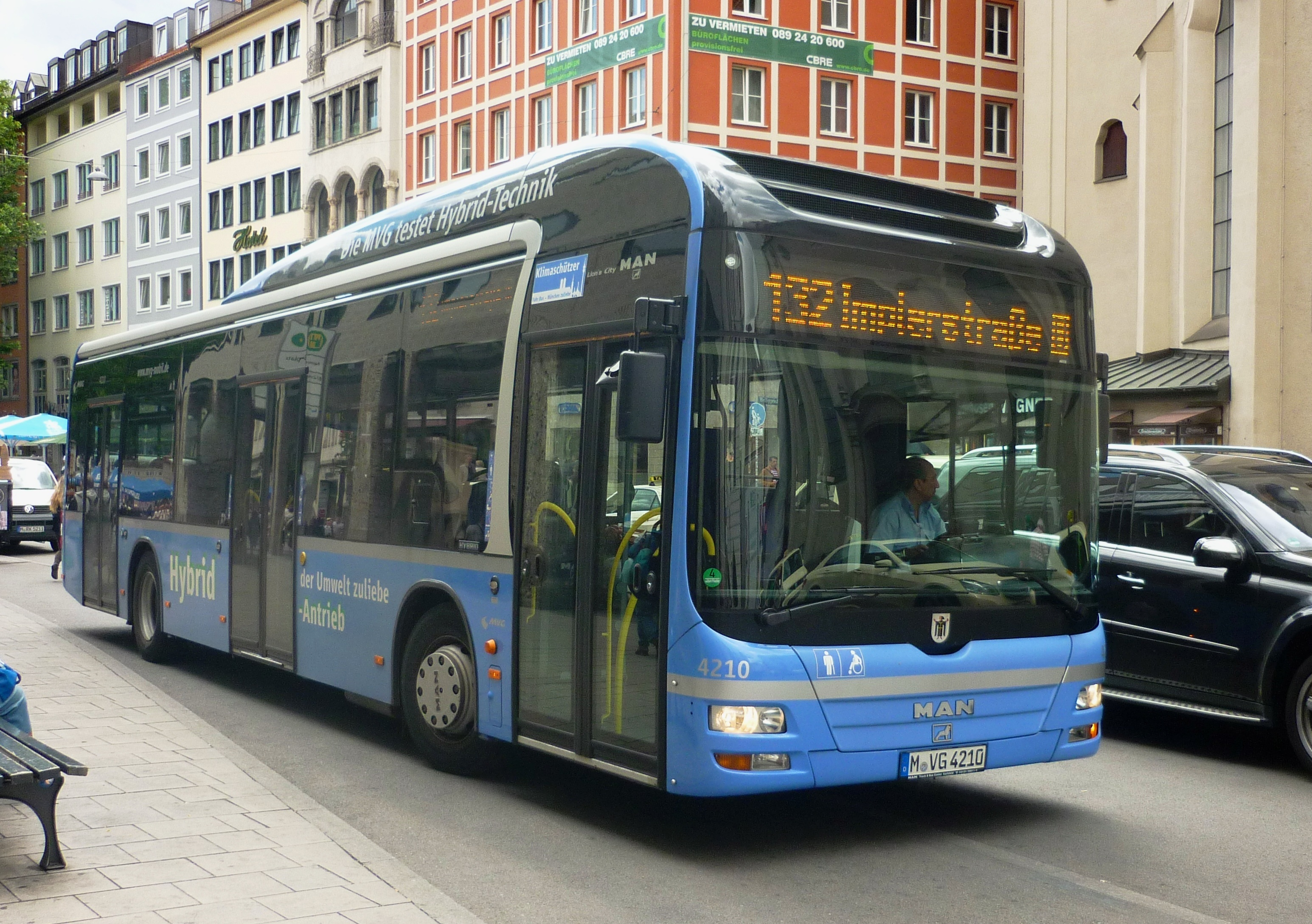
ドイツ・ミュンヘンの3扉バス（MAN・ライオンズ・シティ）
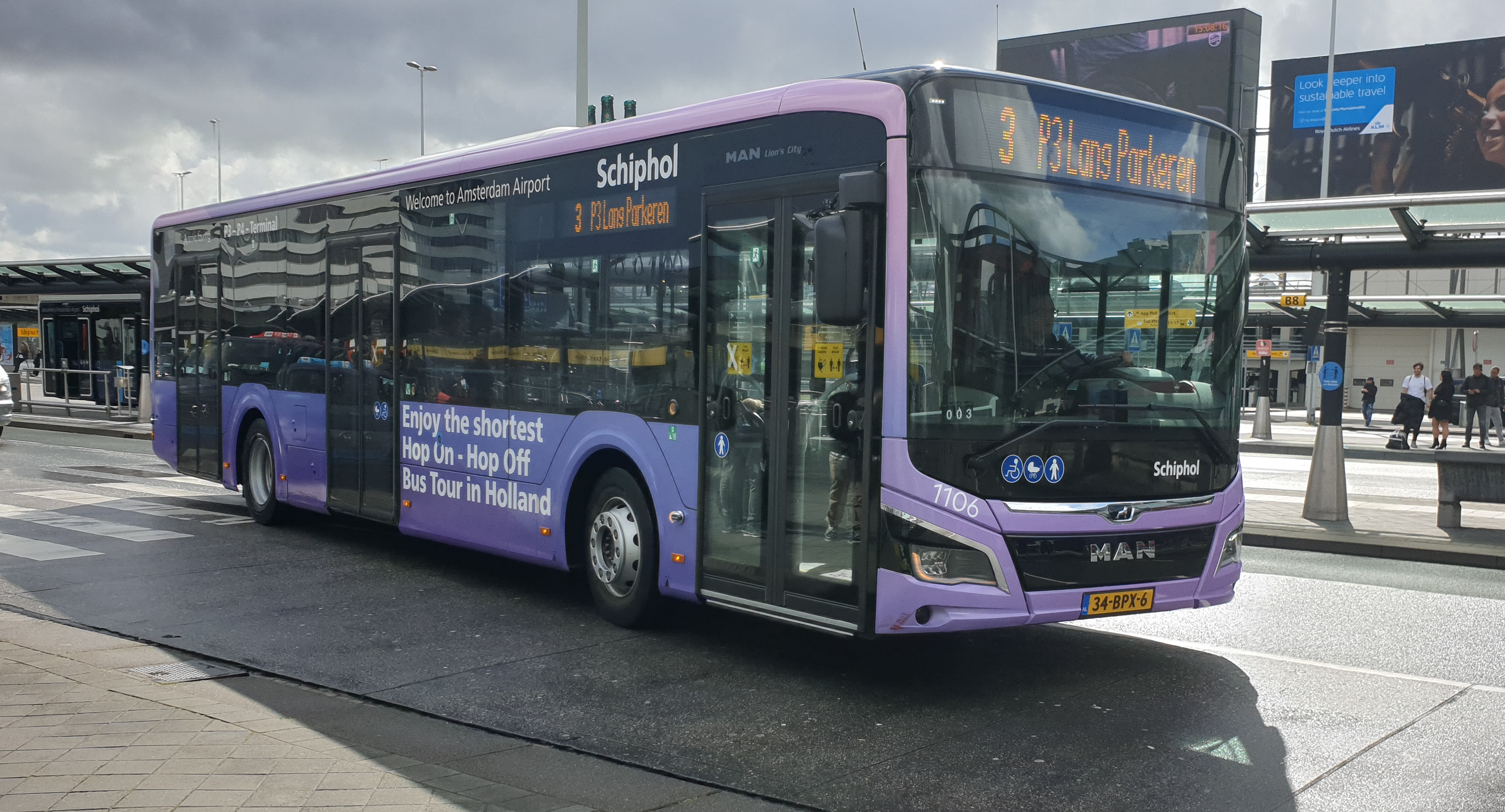
オランダ・アムステルダムの3扉バス（MAN・ライオンズ・シティ）
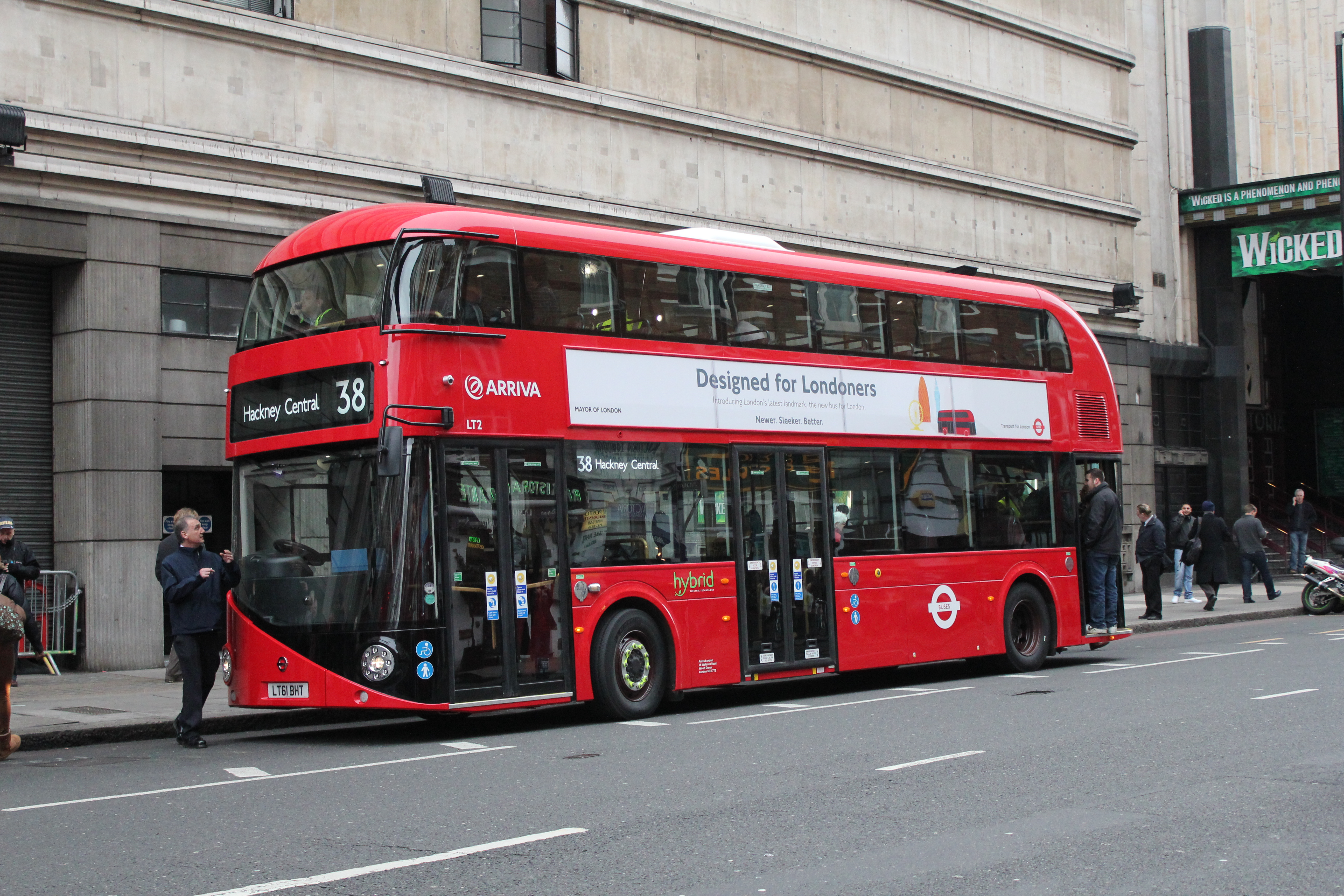
イギリス・ロンドンの2階建て3扉バス（ライトバス・ニュールートマスター）